# إليزابيث تايلور
السيدة إليزابيث روزموند تايلور (بالإنجليزية: Dame Elizabeth Rosemond Taylor)‏ DBE؛ (27 فبراير 1932 – 23 مارس 2011) لُقبت بلقب «قطة هوليوود المدللة»، هي ممثلة يهودية ولدت لأب بريطاني تاجر قطع فنية وأم أمريكية، وهي تملك الجنسيتين البريطانية والأمريكية. ظهرت لأول مرة على الشاشة في فيلم ناشونال فيلفيت وهي في الثانية عشر من عمرها، وبعدها أثارت انتباه الجميع بأدائها الرائع وأنوثتها في فيلم سينيتا وهي في الخامسة عشرة، وفي التاسعة عشرة، قدمت فيلم مكان تحت الشمس. إلا أن شهرتها كانت عبر فيلم كليوبترا، حيث أدت دور كليوبترا فيه وتقاضت عنه مبلغ مليون دولار.
ولدت إليزابيث تايلور يوم 27 فبراير 1932 في لندن من عائلة ثرية هاجرت إلي الولايات المتحدة الأمريكية فور نشوب الحرب العالمية الثانية، وقد عاشت حياة متقلبة على الرغم من نجاحها الفني، وتصدرها لأغلفة المجلات وأخبار الصحف العالمية، فقد تزوجت ثماني زيجات بسبعة رجال، بدأتها بزواجها من المليونير نيك هيلتون، وريث سلسلة فنادق هيلتون الشهيرة. ثم تزوجت الممثل البريطاني مايكل ويلدنغ وأنجبت منه طفلين، ثم المنتج الأمريكي مايك تود الذي لقي حتفه في حادث طائرة، لتتزوج بعده من المطرب اليهودي الشهير إدي فيشر، زوج صديقتها المقربة ديبي ولم يمضِ وقت طويل علي زواجها من فيشر، لتلتقي بالنجم ريتشارد برتون الذي شاركها البطولة في فيلم كليوبترا، والذي تزوجت منه وطلقت مرتين. وتوفيت يوم 23 مارس 2011 عن عمر يناهز 79 عاماً.
لقد حصلت إليزابيث تايلور على جائزة الأوسكار لأفضل ممثلة مرتين، الأولى عن دورها في فيلم بترفيلد 8 والثانية عن دورها في فيلم من يخاف من فرجينيا وولف؟ التي جسدت خلاله شخصية مارتا. كانت ترتبط بعلاقة وثيقة مع ملك البوب مايكل جاكسون ودافعت عنه أثناء محاكمته بتهمة التحرش بالأطفال.

## النشأة

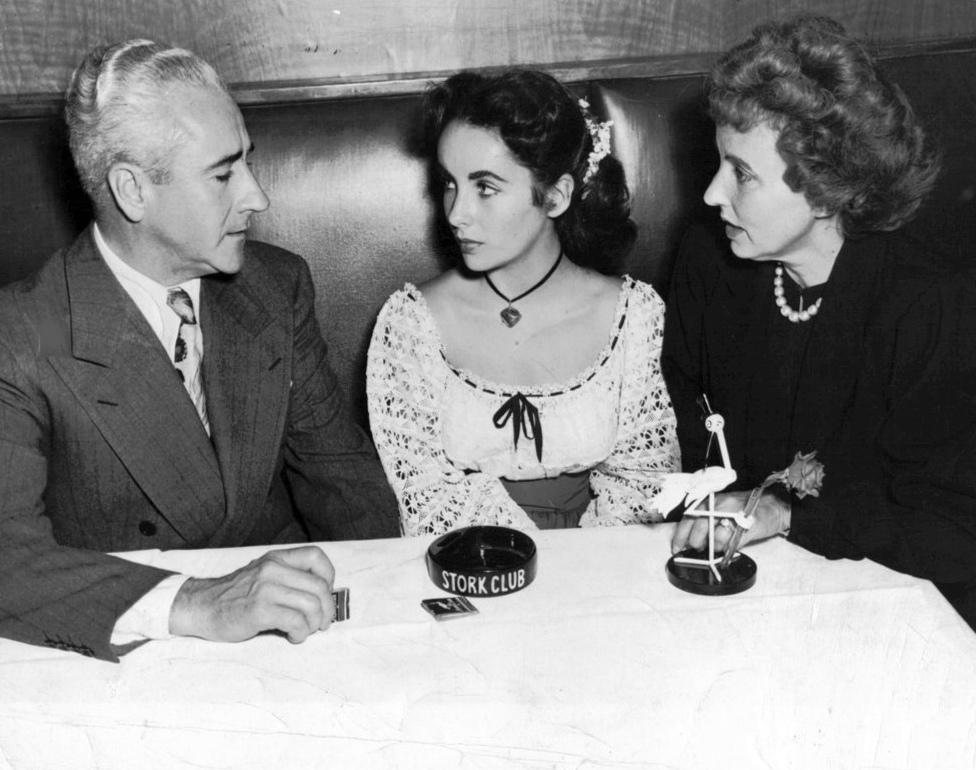
تايلور مع والديها في إحدي النوادي الليلية بمانهاتن في عام 1947.

وُلدت تايلور في 27 فبراير عام 1932 في منزل عائلتها، هيثوود، الواقع في شارع 8 ويلدوود، ضاحية حديقة هامبستاد، لندن. امتلكت جنسية مزدوجةً أمريكية-بريطانية عند ولادتها، نظرًا إلى أن والديها، تاجر التحف الفنية فرانسيس لين تايلور (1897–1968) والممثلة المسرحية المتقاعدة سارة سوثرن (اسمها عند الولادة، سارة فيولا وارمبرودت، 1895–1994)، أمريكيا الأصل من أركنساس سيتي، كانساس. انتقل الزوجان إلى لندن عام 1929 وافتتحوا معرضًا فنيًا في شارع بوند؛ وُلد ابنهما الأول، هاورد، في نفس العام.
عاشت العائلة في لندن خلال مرحلة طفولة تايلور. ضمّت دائرتهم الاجتماعية فنانين مثل أغسطس جون ولورا نايت، وسياسيين مثل الكولونيل فيكتور كازاليت. كان كازاليت الأبَ غيرَ الرسمي لتايلور (العرّاب) ومصدر تأثيرٍ مهمًّا عليها في بداية حياتها. التحقت بمدرسة مونتيسوري في هاي غيت، وترعرعت على تعاليم العلم المسيحي، ديانة كل من أمها وكازاليت.
في بداية عام 1939، قررت تايلور العودة إلى الولايات المتحدة نظرًا للحرب التي كانت على وشك الحدوث في أوروبا. تواصل سفير الولايات المتحدة جوزيف بي. كينيدي مع والدها، مُلحًا عليه بشأن العودة إلى الولايات المتحدة مع عائلته. غادرت كل من سارة وأطفالها المنزل في أبريل عام 1939 على متن السفينة العابرة للمحيطات إس إس مانهاتن، وانتقلوا للعيش في منزل جد تايلور لأمها في باسادينا، كاليفورنيا. بقي فرانسيس ليغلق معرضه في لندن، ولحقهم في شهر ديسمبر. في بداية عام 1940، فتح معرضًا جديدًا في لوس أنجلوس. بعد أن عاشت لفترة قصيرة في باسيفيك باليسادس، الواقعة على الجانب الغربي من لوس أنجلوس، برفقة عائلة تشابمان، استقرت العائلة في بيفرلي هيلز، حيث التحق الطفلين بمدرسة هاوثورن.

## مشاريع أخرى

### جهودها بشأن مرض الإيدز
كانت تايلور أحد أوائل المشاهير المشاركين في النشاط ضد انتشار مرض الإيدز وساعدت في جمع تبرعات بلغت ما يفوق 270 مليون دولار لهذا الدافع. بدأت عملها الخيري بعد شعورها بالإحباط نظرًا لحقيقة أن جهودًا قليلةً فقط تُبذل لمكافحة المرض بالرغم من الاهتمام الذي تبديه وسائل الإعلام. أوضحت لاحقًا لمجلّة فانيتي فير قائلةً: «رأيت أنه مع اسمي، سيكون بإمكاني فتح أبوابًا معينة، حيث سأكون بحد ذاتي السلعة؛ لا أتحدّث هنا عن كوني ممثلة. بإمكاني أخذ الشهرة التي سئمت منها وحاولتُ الابتعاد عنها لسنوات عديدة – إلا أنني لم أستطع الهرب منها – واستخدامها لفعل شيء جيد. أردت الاعتزال، لكنّ الصحف الشعبية لم تدعني وشأني. لذا فكرت: إن أسأتِ لي، فسأستغلُّك!».

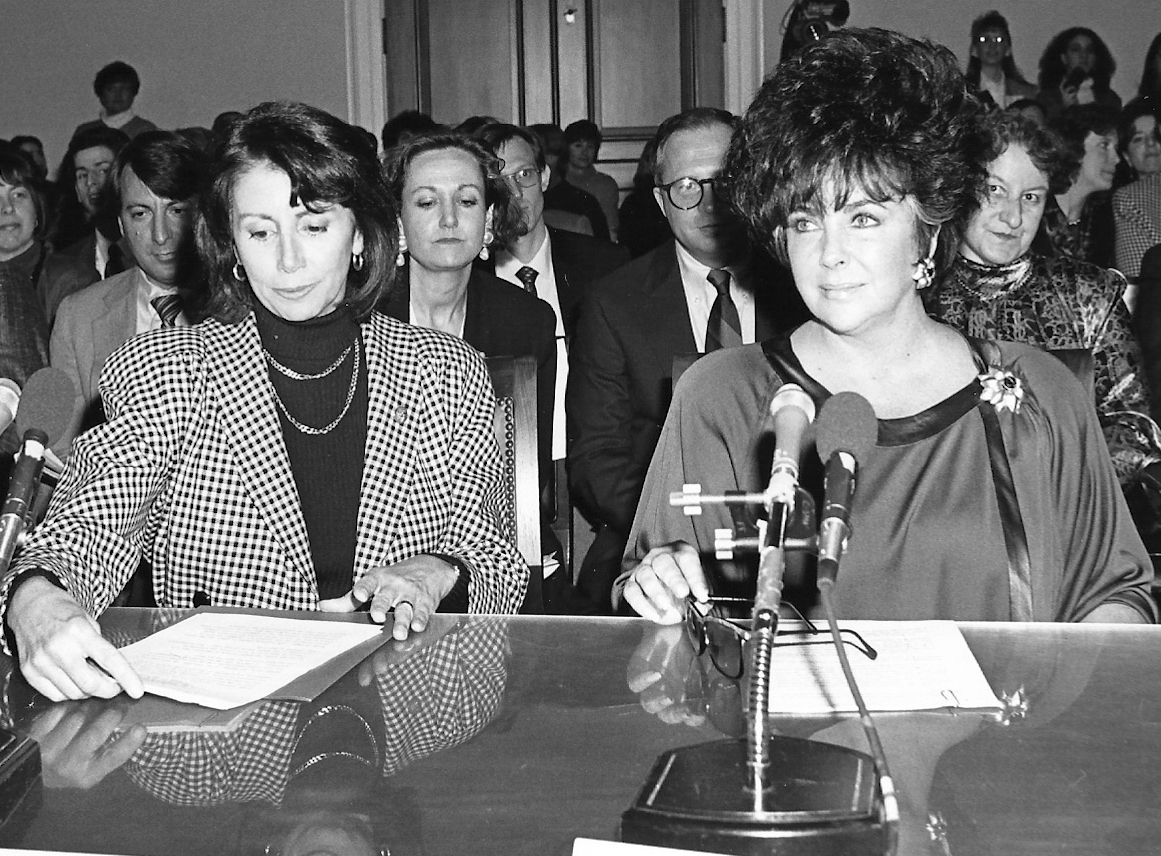
نانسي بيلوسي، عضوة بالكونغرس، جنبًا إلى جنب مع تايلور، والتي تدلي بشهادتها في عام 1990 أمام لجنة الميزانية بمجلس النواب بشأن تمويل فيروس العوز المناعي البشري/الإيدز.

بدأت تايلور أعمالها الخيرية عام 1984 بالمساعدة بتنظيم أول حملة جمع تبرعات بخصوص مخصصات مرض الإيدز لصالح مشروع «أبلا هيلث». في شهر أغسطس من عام 1985، أسست برفقة الطبيب مايكل غوتليب المؤسسة الوطنية لبحوث الإيدز بعد إعلان صديقها وشريكها السابق في التمثيل معاناته من المرض. في الشهر التالي، اندمجت المؤسسة مع منظمة الطبيبة ماتيلد كريم للإيدز لتشكيل المؤسسة الأمريكية لأبحاث الإيدز. مع تركيز المؤسسة على تمويل البحوث، أسست تايلور مؤسسة إليزابيث تايلور للإيدز عام 1991 لنشر الوعي وتوفير الدعم للأشخاص المصابين بالمرض، ودفعت التكاليف العامّة من حسابها. بعد وفاتها، استمرت الأموال التي تركتها بتوفير المال للمؤسسة، وخصّصت 25 في المئة من الإتاوات القادمة من استخدام صورتها ومظهرها لدعم المنظمة. إضافةً إلى عملها لصالح الأشخاص المصابين بالإيدز في الولايات المتحدة، كان لتايلور دور فعال في توسيع نطاق عمل المؤسسة الأمريكية لأبحاث الإيدز لتشمل دولًا أخرى؛ فقد عملت مؤسستها على صعيدٍ دوليّ.

## فيلموغرافيا
انظر إلى أعمال إليزابيث تايلور للاطلاع على القائمة الكاملة لها

## الجوائز والترشيحات
انظر إلى الجوائز والترشيحات التي تلقتها إليزابيث تايلور للاطلاع على القائمة الكاملة لها

## وصلات خارجية
- إليزابيث تايلور على موقع IMDb (الإنجليزية)
- إليزابيث تايلور على موقع ميتاكريتيك (الإنجليزية)
- إليزابيث تايلور على موقع الموسوعة البريطانية (الإنجليزية)
- إليزابيث تايلور على موقع روتن توميتوز (الإنجليزية)
- إليزابيث تايلور على موقع مونزينجر (الألمانية)
- إليزابيث تايلور على موقع قاعدة بيانات الأفلام العربية
- إليزابيث تايلور على موقع ألو سيني (الفرنسية)
- إليزابيث تايلور على موقع ميوزك برينز (الإنجليزية)
- إليزابيث تايلور على موقع تيرنر كلاسيك موفيز (الإنجليزية)
- إليزابيث تايلور على موقع أول موفي (الإنجليزية)
- إليزابيث تايلور في موقع شاشة الإنترنت [الإنجليزية]‏ التابع لمعهد الفيلم البريطاني
- video: "Elizabeth Taylor Accepts the AFI Life Achievement Award in 1993" على يوتيوب